# Portada/article desembre 18

## La Gioconda
La Gioconda o Mona Lisa és una pintura de Leonardo da Vinci, el retrat més famós de la història i, potser, el quadre més famós de la pintura occidental. És un retrat de mig cos on apareix una dona que mira directament l'espectador amb una expressió que sovint ha estat descrita com a enigmàtica. Pintat entre 1503 i 1506 o 1507, és un oli sobre taula d'àlber de 77 × 53 cm retocat diverses vegades per l'autor. La tècnica usada va ser l'esfumat (sfumato), procediment molt característic de Leonardo. El quadre és propietat del govern francès i està exposat al Museu del Louvre de París amb el títol Portrait de Lisa Gherardini, épouse de Francesco del Giocondo  (Retrat de Lisa Gherardini, esposa de Francesco del Giocondo).